# Festa Major de Pirates i Premianencs
La Festa Major de Pirates i Premianencs de Premià de Mar se celebra pels volts del 10 de juliol des de 1996.
Es recrea la invasió del municipi per part dels pirates moriscos, d'acord amb la por que hi havia a les costes maresmenques a aquest tipus d'incursions especialment als segles XVI i XVII. Així, el primer dia de la festa els pirates arriben desembarcant a la platja i conquereixen Premià per establir-hi la llei pirata: gresca i disbauxa. Es dona així el context per a celebrar activitats com la Cursa a pèl.
A la meitat de la festa té lloc la Revolta premianenca, en què els premianencs, capitanejats per en Martí i l'Ester, intenten foragitar els pirates sense èxit (batalla de confeti). Els premianencs segueixen la seva activitat en diversos carrers del casc antic, que es decora com el barri pescador que era abans de constituir-se com a municipi independent, amb mostra d'oficis tradicionals, concert de corrandes, etc. La Festa Major acaba quan els premianencs aconsegueixen expulsar els pirates, amb la batalla de farina. Els bàndols queden representats per la comparsa de vuit capgrossos (quatre de cada bàndol) i pels gegants nous: en Martí i l'Ester, del bàndol premianenc, i l'Omar, del pirata.

## Origen
A la Festa Major de 1996 va celebrar-se un acte que aleshores passà desapercebut: l’escenificació, a la Platja del Bellamar, d’un desembarcament pirata. La idea, sorgida de l’aleshores regidor Joan Anton Sòria, amb l’assessorament de l’historiador Albert Calls, es basava en les incursions pirates documentades a la comarca als segles XVI i XVII, per bé que a Premià no n’hi ha cap documentada. Ara bé, el temor pels pirates té vestigis medievals al llarg de la costa i l’eix rememora l’origen del municipi, que es gesta en aquesta època, en un ambient de pagesos i pescadors.
Aquell primer desembarcament va tenir èxit, entre d'altres, però especialment, gràcies a l’empenta d’en Josep Albert i d’Antoni López de Haro, i des d’aleshores són innombrables la quantitat de persones voluntàries i entitats que han aconseguit desenvolupar, en molt pocs anys, una tradició de referència en el calendari festiu català.
Amb la introducció de la Coordinadora de Colles de Cultura Popular de Premià de Mar, a partir de la Festa Major del 2004, s'incorpora una entitat fonamental per a la consolidació del conjunt de seqüències de la Festa, dotant de referents -en el sentit d’emblemes de la Festa- tant els actes tradicionals com els de Pirates i Premianencs.